# Slaget vid Harzhorn
Slaget vid Harzhorn utspelade sig under 200-talet. mellan romerska och germanska trupper vid Harzhornkullen mellan städerna Kalefeld och Bad Gandersheim i nuvarande Niedersachsen. Enligt arkeologerna som utför utgrävningar i området inträffade detta slag troligen hösten år 236 under Kejsare Maximinus Trax regeringstid. Detta har visat sig vara ett av de bäst bevarade antika slagfälten som någonsin hittats med cirka 1500 funna detaljer från rustningar och vapen. Fyndet av detta slagfält 2008 motbevisade slutgiltigt teorin som många historiker tidigare ställt sig bakom, det vill säga att romarna efter nederlaget vid Kalkriese år 9 (det som ofta kallas slaget vid Teutoburgerskogen) aldrig mer skulle gå över floden Rehn utan lämna de inre nordligare delarna av germanernas landområden fortsatt orörda. Historiska källor har berättat om att bland annat Maximinus Trax skickade arméexpeditioner som svar på germanska stammars räder in i romerskt territorium. Men det har tvistats om tolkningen av var dessa expeditioner gick. Fram till detta fynd hade man heller inga arkeologiska bevis på det. Lämningarna man funnit visar enligt utgrävningsledaren, Dr Michael Geschwinde, att detta var en relativt stor och välutrustad romersk armé, troligtvis cirka tvåtusen soldater med bland annat kraftigt artilleri i form av ballistas, och tungt rytteri i form av syriska katafrakter, som uppenbarligen befann sig långt in i germanernas länder tvåhundra år efter slaget vid Kalkriese.
Arkeologernas teori om händelsen är att den romerska armén var på väg söderut, eventuellt jagade av en större germansk armé, och fann bergspasset vid Harzhorn blockerat av ännu en germansk armé, varvid romarna gick till anfall och besegrade germanerna som blockerade passet.